# Franz Furger (Theologe)
Franz Anton Fridolin Furger (* 22. Februar 1935 in Bern; † 5. Februar 1997 in Münster) war ein Moraltheologe und Sozialethiker.

## Leben
Franz Furger wurde in Bern geboren und entstammte einer katholischen Akademikerfamilie. Sein Urgroßonkel gleichen Namens war ein in der Schweiz bekannter Publizist, Dichter und „Volksredner ersten Ranges“. 
Furger besuchte die Primarschule in Muri, dann das Progymnasium und später das Gymnasium in Bern, das er 1954 mit der Matura im altsprachlich-humanistischen Fächerspektrum abschloss. Er studierte zunächst Philosophie an der Universität Löwen und dann Philosophie und Theologie an der Päpstlichen Universität Gregoriana. Sein philosophisches Studium schloss er mit einer Promotion zum Thema Struktureinheit der Wahrheit bei Karl Jaspers ab. Eugène Kardinal Tisserant weihte ihn am 4. Oktober 1961 in Rom zum Priester. Furgers Studium in Rom fiel in die Zeit des Zweiten Vatikanischen Konzils, dessen Geist der Erneuerung ihn sehr geprägt hat. 1962 erwarb er das theologische Lizenziat und 1964 den theologischen Doktortitel mit einer Arbeit über Klugheit und Gewissen bei dem Moraltheologen Josef Fuchs. Die Gewissensfreiheit wurde für Furger eines seiner zentralen Themen.

## Berufliche Tätigkeit
Nach seinem Studium wurde Furger 1964 Lehrer für Philosophie und katholische Religionslehre an der Kantonsschule Luzern. Ab 1965 erhielt er an der Theologischen Fakultät Luzern Lehraufträge für Philosophie (Anthropologie, Ethik, zeitgenössische Philosophie). Zwei Jahre später wurde er zum Ordinarius für die neugeschaffene Professur dieser philosophischen Fächer an die gleiche Fakultät berufen. 1969 wurde das Ordinariat in eine Professur für philosophische Ethik und Moraltheologie umgewandelt. Furger erhielt ferner mehrere Gastprofessuren an der Universität Zürich, der Päpstlichen Universität Gregoriana, am Divine Word Seminary, der Ordenshochschule der Steyler Missionare in Tagaytay, der Hochschule für Wirtschaftswissenschaften St. Gallen und der Technischen Hochschule Zürich. Er war Berater der theologischen Kommission der Schweizer Bischofskonferenz und Mitredakteur der Schweizerischen Kirchenzeitung. Zudem war er geistlicher Berater der Vereinigung Christlicher Unternehmer der Schweiz (VCU).
1987 wurde er auf den renommierten und einflussreichen Lehrstuhl für Christliche Sozialwissenschaften der Westfälischen Wilhelms-Universität Münster berufen. Diesen Lehrstuhl hatten zuvor der Sozialpolitiker und Sozialreformer Franz Hitze, der Sozial- und Caritaswissenschaftler Heinrich Weber, der vierfach promovierte und vielseitige Sozialexperte und Politikberater Joseph Höffner, der spätere Bischof von Münster und Erzbischof von Köln, sowie der Theologe und Wirtschaftswissenschaftler Wilhelm Weber inne. Im Unterschied zu Höffner, der die Christlichen Sozialwissenschaften als ein „System mehrerer, einander zugeordneter Fächer“ der Theologie, Philosophie und Sozialwissenschaften verstand, begriff Furger „Christliche Sozialethik als Moraltheologie der gesellschaftlichen Belange“. Sozialpolitik und Religionssoziologie traten bei ihm zurück. Er hat dazu beigetragen, die christliche Sozialethik aus dem Geist des Zweiten Vatikanums zu erneuern. Furger setzte sich im Unterschied zu seinem Vorgänger für ein versöhntes Verhältnis zur Politischen Theologie und zur Befreiungstheologie ein, ohne jedoch deren marxistische Gesellschaftsanalyse und historischen Materialismus zu teilen. Furgers Bestreben war, die Reformimpulse des Zweiten Vatikanischen Konzils auch in der Sozialethik lebendig werden zu lassen. Er bezog Fragen der Umwelt-, Medizin- und Bioethik in das Spektrum seiner ethischen Überlegungen mit ein und hat die Beschäftigung mit den Entwicklungsproblemen der außereuropäischen Völker intensiviert und ausgebaut. Durch intensive Bildungsarbeit in Akademien, Fernsehinterviews und Radiovorträgen brachte er die weiterentwickelten sozialethischen Erkenntnisse in eine breitere Öffentlichkeit und wirkte auch in dieser Hinsicht im Sinne seiner Vorgänger Franz Hitze, Heinrich Weber und Joseph Höffner. Die Dialogfähigkeit in der Kirche war ihm ein großes Anliegen.   
Furger wurde aus einem aktiven wissenschaftlichen Leben durch einen plötzlichen Tod herausgerissen. Das Requiem fand am 12. Februar 1997 unter der Leitung von Bischof Reinhard Lettmann unter großer Anteilnahme von Persönlichkeiten aus Wissenschaft und Kirche in St. Martini, Münster statt. Seine letzte Ruhestätte fand er auf dem Friedhof der Hofkirche zu Luzern. Furgers wissenschaftlicher Nachlass befindet sich im Universitätsarchiv Münster.

## Schriften
- Gewissen und Klugheit in der katholischen Moraltheologie der letzten Jahrzehnte. Raeber, Luzern, Stuttgart 1965.
- Ethik der Lebensbereiche. Entscheidungshilfen. Herfer, Freiburg, Basel, Wien 1985. 2. Auflage 1992.
- Einführung in die Moraltheologie. Wissenschaftliche Buchgesellschaft, Darmstadt 1988, ISBN 3-534-03271-3.
- Die katholische Soziallehre – eine Einführung. Kanisius, Freiburg 1989.
- Weltgestaltung aus Glauben. Versuche zu einer christlichen Sozialethik. Aschendorff, Münster 1989, ISBN 3-402-04518-4.
- Christliche Sozialethik. Grundlagen und Zielsetzung. Kohlhammer, Stuttgart, Berlin, Köln 1991. ISBN 3-17-010305-9.
- Politik oder Moral? Grundlagen einer Ethik der Politik. Benziger, Solothurn und Düsseldorf 1994.
- Sozialethik und Ökonomik. Gesichtspunkte einer christlichen Sozialethik. Lit, Hamburg 1994.
- Christliche Sozialethik in pluraler Gesellschaft. Posthum hrsg. von Marianne Heimbach-Steins, Andreas Lienkamp, Joachim Wiemeyer. Lit, Münster 1998, ISBN 3-8258-3527-8.